# Маршалл, Ли
Маршалл Аарон Майер (англ. Marshall Aaron Mayer, 28 ноября 1949, Лос-Анджелес, Калифорния — 27 апреля 2014 или 26 апреля 2014, Санта-Моника, Калифорния) — американский комментатор в рестлинге. Известен по работе в American Wrestling Association (AWA), World Championship Wrestling (WCW) и Women of Wrestling (WOW!).

## Биография
Родился 28 ноября 1949 года в Лос-Анджелесе, Калифорния.
Работать диктором начал в American Wrestling Association (AWA) на телеканале ESPN. Позже начал работать в World Championship Wrestling (WCW). В 1986 году Маршалл работал в Лос-Анджелесе диктором WWE.
Также был диктором радиостанций KABC, KGFJ, KBLA и KHJ в Лос-Анджелесе, KRIZ в Финиксе и CKLW в Виндзоре, Онтарио, Канада.
Имел голос, похожий на Tony the Tiger — героя мультфильма, рекламирующего компанию Kellogg.
Умер 26 апреля 2014 года в Санта-Монике, Калифорния, от рака пищевода.